# Црква Светог апостола Томе у Факовићима
Црква Светог апостола Томе једнобродна је грађевина у селу Факовићи, у општини Братунац, Република Српска. Припада епархији зворничко-тузланској, а посвећена је Светом апостолу Томи.
Градња храма започета је 1884. године. Сазидан је од камена, димензија 18 × 10 m, док је звоник обзидан од сиге, са једним звоном. Градња је завршена 1887. године, а 1891. године Митрополит Зворнички Георгије Николајевић осветио је храм.
Према неким сведочанствима, изнад цркве је постојала мала црква брвнара која је датирала 200 година пре изградње ове цркве. Не зна се тачно коме је ова брвнара била посвећена, а место на ком се налазила познато је под називо Погледиње.
Данашња црква обнављана је више пута током прошлог века, а прва обнова спроведена је 1971. године, када су обновљени кров и фасада; наредна обнова уследила је 1990. године, када је црква освећена поводом стогодишњице и постављен нови иконостас. Наредном обновом, у периоду 2001—2004. године, обновљена је фасада, промењен лим на крову и започета реконструкција звоника, а уређени су и прилазни путеви до цркве. Последња обнова започета је 2010. године трајала до краја 2013. године, а тада је обновљена читава кровна конструкција, урађена хидро- и термоизолација и рестаурирана сва троја врата цркве.
Храм није живописан, а иконостас од славонског храста израдио је Петар Гајић из Жлијепца. Иконе је осликао тадашњи богослов Владо Лазић.
Стари парохијски дом изграђен је пред почетак Првог светског рата, али је уништен током Одбрамбено-отаџбинског рата 1992—1995. године. Данашњи парохијски дом изграђен је 1990. године, али није у потпуности завршен. Радови на довршавању парохијског дома отпочели су 2009. године. На цркви се налази спомен-плоча као сведочанство стогодишњици цркве, обележавању 300 година од Велике сеобе, као и списак добротвора. Такође, у порти цркве налазе се и споменици страдалима у Другом светском рату.